# Hillenhain
Koordinaten: 50° 58′ 24″ N, 9° 9′ 5″ O
Hillenhain ist eine Dorfwüstung in der Gemarkung von Hundshausen, einem Ortsteil von Jesberg im nordhessischen Schwalm-Eder-Kreis. Sie liegt auf 293 m Höhe über NHN im Südosten der Gemarkung am und im Rödergrund, ist aber nur ungefähr zu lokalisieren. Die Flurbezeichnung „Hillertshainer Feld“ erinnert an den Ort.
Die erste schriftliche Erwähnung des Orts findet sich im Jahre 1316, als Werner von Löwenstein-Westerburg den dortigen Zehnten an Konrad von Linsingen verkaufte und der Ort vielleicht bereits wüst lag, als „Mezillinhain“, „Mehillinhain“ und „zum Hillenhain“, 1317 dann als „Mehlenhain“. Spätere Erwähnungen erscheinen mit verschiedenen Abwandlungen der schriftlichen Wiedergabe des Ortsnamens: „Hillenhayn“ (1448), „Hillenhagen“ (1448), „Hillenhaghin“ (1448), „Hellenhagen“ (1477), „Hilhain(n)“ (1575/85), „Hilnhein“ (1585), „Hillinghagenn“ (1612), „Hillhain“ (1613) und „Hillenhain“ (1656).
Zur Ortsgeschichte ist nur sehr wenig bekannt, nur dass der dortige Zehnte vom Petri-Stift in Fritzlar erst an die von Schönberg und dann 1448 und noch 1691 an die Herren von Linsingen als Lehen gegeben wurde. 1585 und 1656 bezogen sich die Hinweise auf „Hilnhain“ und „Hillenhain“ nur noch auf das dortige Gehölz.